# Uto-Aztec-Tanoan
Uto-Aztec-Tanoan (Uto-Aztec-Tano), Bivša Velika porodica sjevernoameričkih indijanskih jezika koja je obuhvaćala veliki broj jezika rasipanih na prostoru od južnog Oregona pa kroz zapadne predjele današnjih Sjedinjenih država, na jug preko Meksika do u Panamu. Velika porodica Uto-Aztec-Tanoan obuhvaćala je jezike porodica Juto-Asteci sa skupinama Taracahitian, Piman, Nahuatlan s Coran ili Corachol i Shoshonean s Tübatulabal, Hopi Takic i Plateau Shoshonean; Kiowan; Tanoan; i Zunian. 
Porodica Zunian danas se vodi kao samostalna, jedini joj je član jezik zuni. Porodice Kiowan i Tanoan, ujedinjene su u jednu, Kiowa-Tanoan. 